# 特木里镇
特木里镇，是中华人民共和国四川省凉山彝族自治州布拖县下辖的一个乡镇级行政单位。2021年1月12日，撤销乌科乡和拉达乡，将原乌科乡、原拉达乡和原木尔乡布柳村、叶尔村、永格等村、块只村、草木村所属行政区域划归特木里镇管辖。

## 行政区划
特木里镇下辖以下地区：
东城社区、西城社区、民主村、特木里村、洛日村、光明村、先锋村、四且村、勒吉村、乃乌村、地木村、得金村、日切村、则洛村、各则村、飞普村、吉乃村、洛奎村、日嘎村和苏嘎村。